# Nazário
Nazário är en kommun i Brasilien.   Den ligger i delstaten Goiás, i den centrala delen av landet, 220 km väster om huvudstaden Brasília. Antalet invånare är 7 874.
Omgivningarna runt Nazário är huvudsakligen savann. Runt Nazário är det glesbefolkat, med 15 invånare per kvadratkilometer.